# Apanteles gielisi
Apanteles gielisi är en stekelart som beskrevs av Van Achterberg 2002. Apanteles gielisi ingår i släktet Apanteles och familjen bracksteklar. Inga underarter finns listade i Catalogue of Life.